# Pterolophia lateflavovittata
Pterolophia lateflavovittata är en skalbaggsart som beskrevs av Stefan von Breuning 1966. Pterolophia lateflavovittata ingår i släktet Pterolophia och familjen långhorningar.
Artens utbredningsområde är Filippinerna. Inga underarter finns listade i Catalogue of Life.